# Plainfaing
Plainfaing é uma comuna francesa na região administrativa do Grande Leste, no departamento de Vosges. Estende-se por uma área de 38.56 km². Em 2010 a comuna tinha 1 671 habitantes (densidade: 43,3 hab./km²).